# 1827 (numero)
Milleottocentoventisette (1827) è il numero naturale dopo il 1826 e prima del 1828.

## Proprietà matematiche
- È un numero dispari.
- È un numero composto da 12 divisori: 1, 3, 7, 9, 21, 29, 63, 87, 203, 261, 609, 1827. Poiché la somma dei suoi divisori (escluso il numero stesso) è 1293 < 1827, è un numero difettivo.
- È un numero nontotiente in quanto dispari e diverso da 1.
- È un numero palindromo nel sistema posizionale a base 8 (3443).
- È un numero fortunato.
- È un numero di Friedman nel sistema numerico decimale.
- È un numero malvagio.
- È un numero del vampiro.
- È parte delle terne pitagoriche (464, 1827, 1885), (600, 1827, 1923), (1260, 1323, 1827), (1564, 1827, 2405), (1740, 1827, 2523), (1827, 2436, 3045), (1827, 2660, 3227), (1827, 3564, 4005), (1827, 6264, 6525), (1827, 8120, 8323), (1827, 8736, 8925), (1827, 11280, 11427), (1827, 19140, 19227), (1827, 20564, 20645), (1827, 26460, 26523), (1827, 34036, 34085), (1827, 57536, 57565), (1827, 61800, 61827), (1827, 79464, 79485), (1827, 185436, 185445), (1827, 238420, 238427), (1827, 556320, 556323), (1827, 1668964, 1668965).

## Astronomia
- 1827 Atkinson è un asteroide della fascia principale del sistema solare

## Astronautica
- Cosmos 1827 è un satellite artificiale russo.